# Priwolnoje (Kaliningrad, Bagrationowsk)
Priwolnoje (Привольное, deutsch Plössen) war ein Ort in der russischen Oblast Kaliningrad (Gebiet Königsberg (Preußen)). Die Ortsstelle gehört zum Munizipalkreis Rajon Bagrationowsk (Stadtkreis Preußisch Eylau).

## Geographische Lage
Die Ortsstelle Priwolnojes liegt im südlichen Westen der Oblast Kaliningrad,  23 Kilometer nordöstlich der früheren Kreisstadt Heiligenbeil (russisch Mamonowo) bzw. 27 Kilometer nordwestlich der heutigen Rajonshauptstadt Bagrationowsk (deutsch Preußisch Eylau).

## Geschichte
Erstmals erwähnt wurde das damalige Plesse im Jahre 1400 und danach Plesen, nach 1427 Pleyßen, vor 1600 Plößen und nach 1680 bis 1950 Plössen genannt. Als Landgemeinde kam das Dorf 1874 zum neu errichteten Amtsbezirk Kukehnen (russisch Ladoschskoje) im ostpreußischen Kreis Heiligenbeil. Im Jahre 1910 zählte Plössen 69 Einwohner.
Es war am 30. September 1928, als sich die Landgemeinden Albenlauk (kein russischer Name bekannt) und Plössen sowie die Gutsbezirke Amalienwalde (ohne Bruch Wedderau) und Preußisch Wäldchen (keine russischen Namen bekannt) zur neuen Landgemeinde Plössen zusammenschlossenen. Die Einwohnerzahl der auf diese Weise neu formierten Gemeinde belief sich im Jahre 1933 auf 277 und im Jahre 1939 auf 263.
Mit dem gesamten nördlichen Ostpreußen kam Plössen 1945 in Kriegsfolge zur Sowjetunion. 1947 wurde der Ort in den Kornewski selski Sowet (Dorfsowjet Kornewo (Zinten)) eingegliedert und 1950 in „Priwolnoje“ umbenannt. Wenig später kam der Ort zum Pogranitschny selski Sowet (Dorfsowjet Pogranitschny (Hermsdorf)). Zunächst noch besiedelt wurde Priwolnoje bereits lange vor 1975 verlassen. Der Name wurde offiziell nicht mehr genannt und der Ort als untergegangen betrachtet.

## Religion
Plössen war bis 1945 in das Kirchspiel der evangelischen Kirche Zinten (russisch Kornewo) in der Kirchenprovinz Ostpreußen der Kirche der Altpreußischen Union eingepfarrt.

## Verkehr
Die Ortsstelle von Plössen resp. Priwolnoje liegt südlich der Regionalstraße 27A-002 (ex R 516, heutige E 28, Teilstück der „Berlinka“ genannten früheren Reichsautobahn Berlin–Königsberg) und ist von der Straße Kornewo (Zinten)–Laduschkin (Ludwigsort) nahe der Auffahrt zur 27A-002 von Worwegen aus in Richtung Amalienwalde (beide Orte sind nicht mehr existent) über Landwege zu erreichen.